# Second Skin (Star Trek: Deep Space Nine)
"Second Skin" és el cinquè episodi de la tercera temporada de la sèrie de televisió de ciència-ficció estatunidenca Star Trek: Deep Space Nine, el 51è de tota la sèrie. Originalment es van emetre en redifusió a partir del 24 d'octubre de 1994. Fou dirigit per Les Landau en base a un guió de Robert Hewitt Wolfe.
Ambientada al segle XXIV, la sèrie segueix les aventures a Espai Profund 9, una estació espacial situada prop d'un forat de cuc estable entre els Quadrants Alfa i Gamma de la Via Làctia, prop del planeta Bajor, mentre els bajorans es recuperen d'una brutal ocupació de dècades pels imperialistes cardassians. En aquest episodi, l'oficial bajorana Kira Nerys és segrestada pels cardassians i li diuen que és una agent cardassiana encoberta.

## Argument
Alenis Grem, una arxivera bajorana que ha descobert un registre informàtic del temps de Kira en un camp de presoners cardassians, contacta amb la major Kira. Kira organitza una reunió amb Alenis per examinar els arxius personalment i marxa cap a Bajor, però Alenis aviat contacta amb l'estació per informar que Kira mai ha arribat. L'exespia cardassià Garak rep informació que Kira està sota la custòdia de l'Orde Obsidiana, la temuda agència d'intel·ligència cardassiana, i la transmet al Comandant Sisko.
En despertar-se en una habitació fosca, Kira és ben rebuda "a casa" per Entek, un oficial cardassià. Quan es mira al mirall, es sorprèn en veure que ha estat alterada quirúrgicament per semblar cardassiana. Rebutja furiosament la idea que sigui cardassiana, però la presenten al legat Tekeny Ghemor, un oficial del Comandament Central Cardassià, que afirma que és la seva filla Iliana. Entek explica que és una agent dorment, alterada per semblar bajorana i integrada a Bajor com a part d'una operació encoberta a llarg termini.
Ghemor està molest perquè la seva "filla" no el recorda, però Entek li tranquil·litza dient que la seva memòria tornarà, amb el temps. Kira està molesta i incrèdula, sobretot quan li mostren el cos preservat de la "veritable" Kira Nerys. Declara que el cos de la noia morta és fals, però comença a dubtar dels seus propis records, sobretot després de veure un missatge de vídeo gravat per Iliana abans de la seva missió.
Després de diversos intents d'escapada, és interrogada per l'Orde d'Obsidiana, però es nega a proporcionar-los informació. Finalment, Ghemor, encara creient que és la seva filla, s'ofereix a ajudar-la a escapar de l'interrogatori més dur que segurament patirà a mans de l'Orde, revelant-se com a membre del moviment dissident clandestí de Cardàssia. En un moment d'intuïció, Kira s'adona que tot l'afer (el seu segrest, la seva identitat "cardassiana", els seus suposats records bloquejats) va ser escenificat en un intent de revelar Ghemor com a dissident.
Odo, Garak i Sisko arriben a temps per evitar que l'Orde s'endugui Kira i Ghemor per castigar-los. Garak dispara a Entek, després de comentar que "la traïció és en aquest ull de l'espectador". De tornada a Espai Profund 9, les proves revelen que Kira és definitivament bajorana. Ghemor entén que no és realment Iliana, però declara que mai deixarà d'esperar que Iliana estigui viva i que torni amb ell.

## Actors convidats
- Andrew J. Robinson - Garak
- Gregory Sierra - Corbin Entek
- Lawrence Pressman - Tekeny Ghemor
- Tony Papenfuss - Yeln
- Cindy Katz - Yteppa
- Billy Burke - Ari

## Producció
Originalment Robert Hewitt Wolfe va tenir la idea que Miles O'Brien havia de ser un agent cardassià que havia assumit la identitat del veritable O'Brien anys enrere. Tanmateix, com que Wolfe no va poder trobar una explicació de com O'Brien, com a cardassià, podia tenir una filla humana, va haver de reescriure la història i fer de Kira el personatge principal. Les principals fonts d'inspiració de Wolfe per a aquest episodi van ser els dos relats curts Els androides somien xais elèctrics? i We Can Remember It for You Wholesale de Philip K. Dick, en els quals es basen les pel·lícules Blade Runner i Desafiament total. Entek estava previst originalment com a personatge recurrent, però finalment es va decidir que Garak el mataria. Això pretenia subratllar una vegada més que no es pot confiar en Garak i que no dubta a matar ningú.

## Recepció
Keith DeCandido va qualificar "Second Skin" a "tor.com" el 2013 com un episodi excepcional de "Star Trek: Deep Space Nine", que estava magníficament escrit, magníficament dirigit i magníficament executat. Va elogiar l'actuació de Nana Visitor i Andrew Robinson. El seu únic punt negatiu va ser que sembla força inversemblant que la veritable Iliana Ghemor aparentment s'assembli exactament a Kira Nerys.
El 2018, Vulture va qualificar "Second Skin" com el setè millor episodi de Star Trek: Deep Space Nine.
El 2018, SyFy recomana aquest episodi per la seva guia abreujada de visionat del personatge bajorà Kira Nerys. Destaquen aquest episodi pel seu enfocament en Kira i les seves relacions amb el Cardassians; Es desperta i es troba captiva d'aquests extraterrestres i també amb l'aspecte d'un. També assenyalen que això introdueix el personatge Tekeny Ghemor.

## Llançament
L'episodi es va publicar el 3 de juny de 2003 a Amèrica del Nord com a part del conjunt de DVD de la temporada 3. Aquest episodi es va publicar el 2017 en DVD amb la sèrie completa, que tenia 176 episodis en 48 discs.
L'episodi es va estrenar el 3 d'agost de 1999 als Estats Units en LaserDisc, juntament amb "The Abandoned". El disc òptic de doble cara tenia una durada total de 92 minuts.
"Second Skin" i "Abandoned" es van publicar en VHS al Regne Unit en un sol casset, Star Trek: Deep Space Nine 3.3 - Second Skin/The Abandoned.